# 豊島沖海戦
豊島沖海戦（ほうとうおきかいせん、フォンダオおきかいせん）は、日清戦争の嚆矢となった海戦。「豊島沖の戦い」とも言う。牙山の清国軍が、海路撤退困難のため増援を本国に要求し、その増援勢力と日本海軍が鉢合わせして開戦に突入した。

## 概要
1894年（明治27年）7月25日、日本艦隊と清国艦隊が、朝鮮半島西岸の牙山湾の入口に浮かぶ豊島（現・京畿道安山市檀園区内）沖で戦った海戦。宣戦布告直前に双方の艦隊が遭遇して起き、大日本帝国海軍が圧勝した。

## 両国の艦隊

### 日本艦隊
- 第一遊撃隊（司令官：坪井航三海軍少将、参謀：中村静嘉大尉　釜屋忠道大尉)
  - 吉野（旗艦、艦長：河原要一大佐）
  - 秋津洲（艦長心得：上村彦之丞少佐）
  - 浪速（艦長：東郷平八郎大佐）

※「吉野」は当時世界一の最速艦であった。

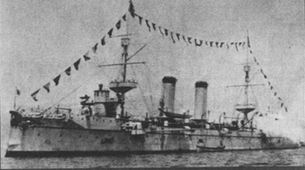
第一遊撃隊旗艦吉野
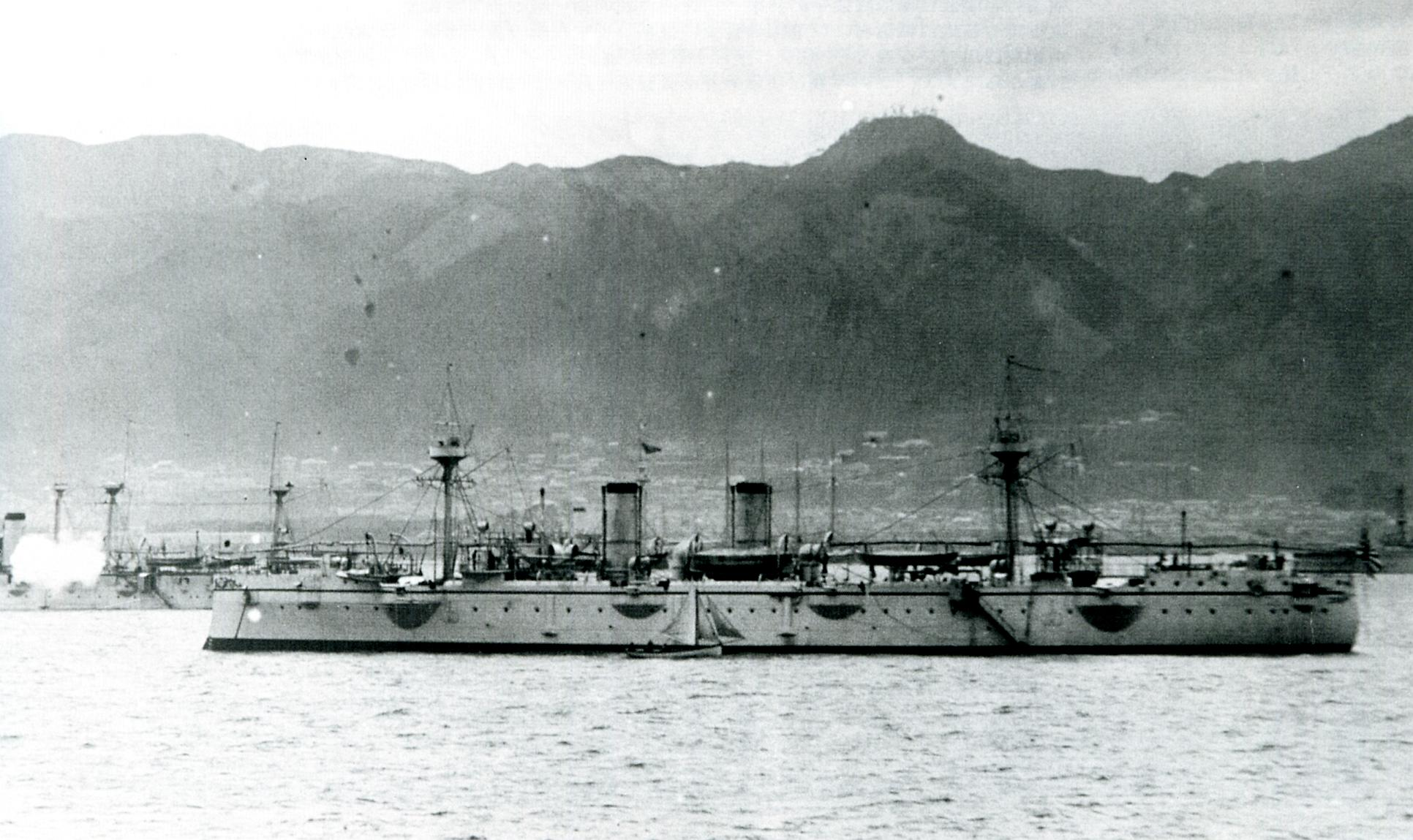
秋津洲
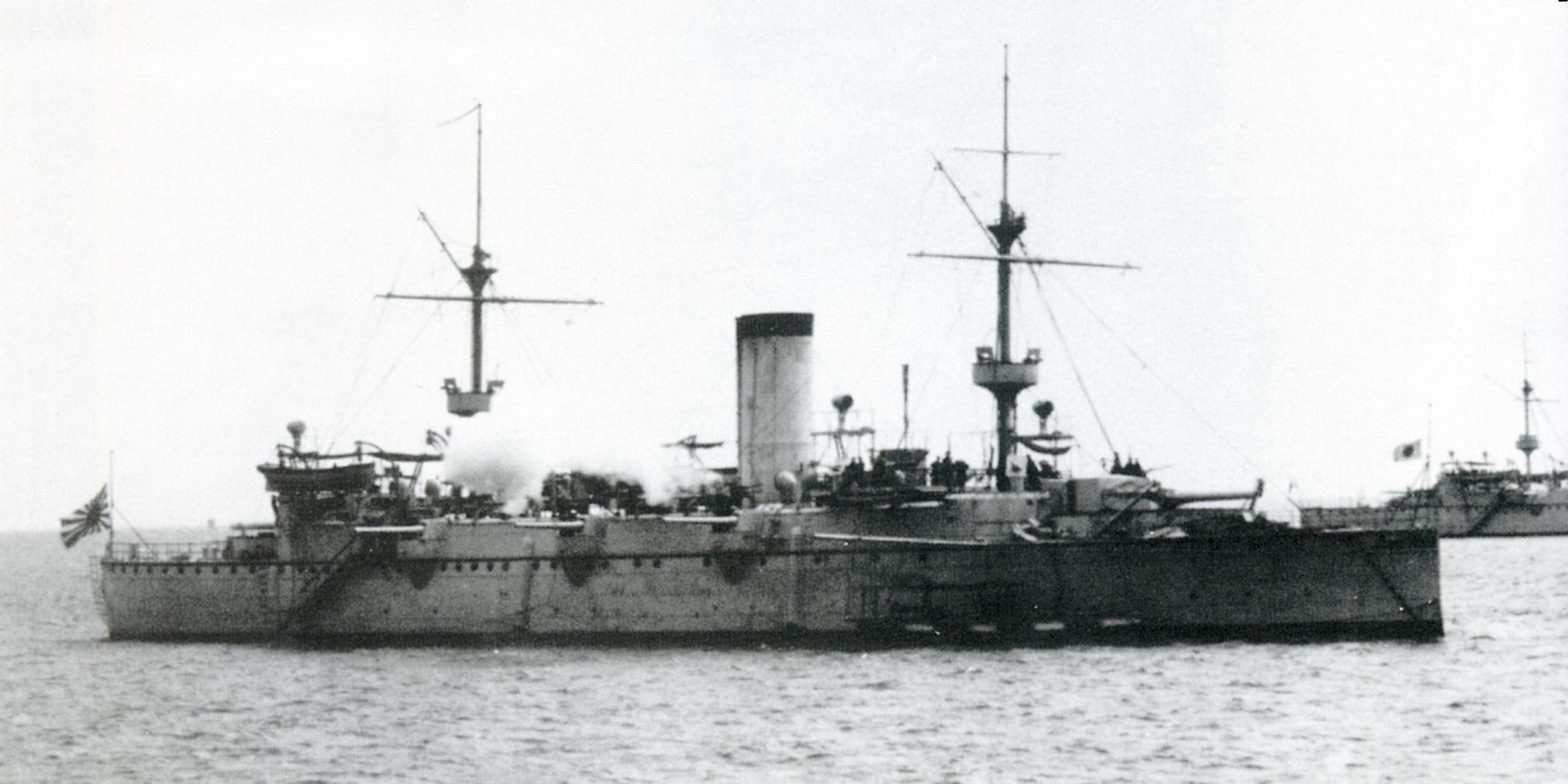
浪速

### 清国艦隊
- 済遠（菅帯：方伯謙）
- 広乙（菅帯：林国祥）

後に戦闘に参加
- 操江
- 「高陞号」(陸軍兵輸送として清国がチャーターした輸送船：船長トーマス・ライダー・ゴールズワージー)

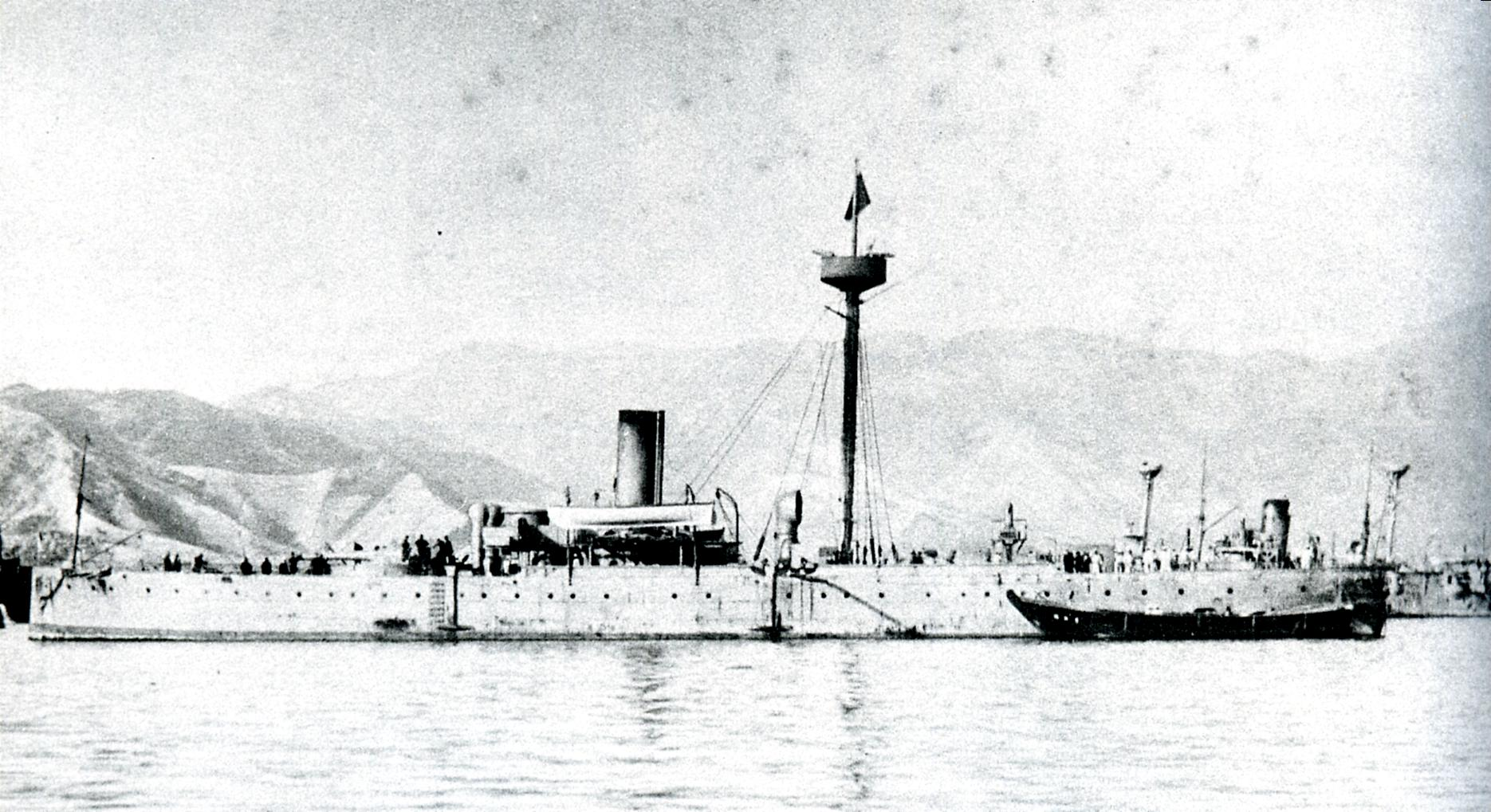
済遠
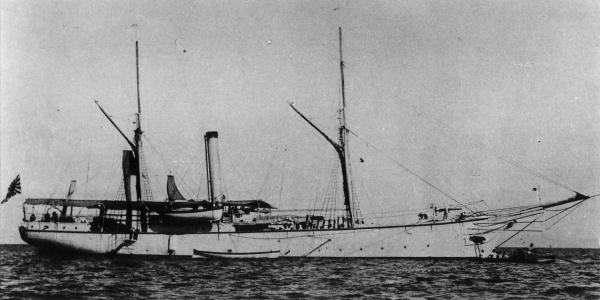
操江

## 経過

### 遭遇
1894年7月25日早朝。まだ互いに宣戦布告はなされていなかったが、清国に対し日本が7月19日に突きつけた5日間の猶予付最後通牒への返答がないまま期限が切れており、法的には日清間は戦争状態に入り、あとはいつ戦端が開かれるかという段階であった。ただし、日清以外のイギリスなどの第三国はまだこのことを知らない。
第1遊撃隊は朝鮮の北西岸、豊島沖で会合する予定だった通報艦「八重山」と旧式巡洋艦「武蔵」を捜していた。二条の煙を発見し近付いてみると清国の巡洋艦「済遠」と「広乙」であった。この清国艦隊は少し前に、「威遠」とともに清国陸兵を乗せた英国船「愛仁号」「飛鯨号」を護衛して牙山湾に到着し、あとから陸兵を乗せて牙山湾にやってくる予定の英国商船「高陞号」（こうしょうごう）とその護衛の清国軍艦「操江」を迎えるために牙山湾を出たところで、いわば「高陞号」の露払い役であった。豊島沖で2対3の巡洋艦が対峙することとなった。

### 海戦
午前7時52分、3000mに接近した時「済遠」が突如、21cm砲で発砲してきたため戦闘が始まった。一説には「吉野」が「済遠」に先に発砲したとも言われている。また、「吉野」が最初に礼砲を放ったが「済遠」はそれに応じず発砲してきたという説もある。 
非常に霧が濃く視界が悪い中であったが、直後の午前8時前に「済遠」の艦橋に吉野の4.7インチ砲弾が命中し副長沈寿昌が戦死する。後続の「浪速」「秋津洲」も砲撃を開始し、形勢不利とみた「済遠」艦長 方伯謙は白旗と日本軍艦旗をマストに掲げ、降伏を装う。
坪井司令はその矛先を未だ抵抗する「広乙」に向けた。「秋津洲」は「広乙」を海岸方面に追い、これを擱座させる。艦長林国祥は乗員を上陸させたのち火薬庫に火をつけ船体を爆破させた。だがそのとき、降伏したはずの「済遠」が北西方面に逃走を開始する。機関停止確認と端艇派遣による船体確保を怠った日本側のミスであった。「吉野」「浪速」はただちに追跡を開始する。
逃走する「済遠」は清国の国旗を降ろして日本軍艦旗の上に白旗を加えて掲げ、降伏の意を示したかと思えば突如、逃走を図ることを繰り返し第1遊撃隊を翻弄する。そうした追跡を繰り返していたとき、清国艦隊が合流を予定していた清国の砲艦「操江」及び汽船「高陞号」（英国商船旗を掲揚）と遭遇した。
「済遠」はこの後続部隊に何も報告せずに逃走を続けた。日本艦隊は「吉野」が引き続き「済遠」を追撃し、「浪速」が新たな清国艦隊に対応する。「操江」は日本艦隊を視認すると「高陞号」護衛の任を放棄して逃走を図るが、最高速度9ノットと低速だったため「秋津洲」にあっけなく追いつかれた。追いつかれた「操江」は降伏し、拿捕された。
「吉野」の最高速度は23ノットで「済遠」は15ノットであったが、「済遠」は上手にジグザグコースをとって逃げ回りながら2門の21cm砲で砲撃。「吉野」は15cm砲で反撃した。「吉野」が「済遠」を2500mまで追い詰めた時、「済遠」艦長は面舵をとって浅瀬へと船を向かわせた。浅瀬では「吉野」の方が喫水が深いので危険であると判断、坪井司令は追撃中止を命令した。
「済遠」はドイツ製巡洋艦で2300tで喫水は4.67 m、「吉野」はイギリス製の4216tで喫水は5.18mであった。

### 高陞号事件

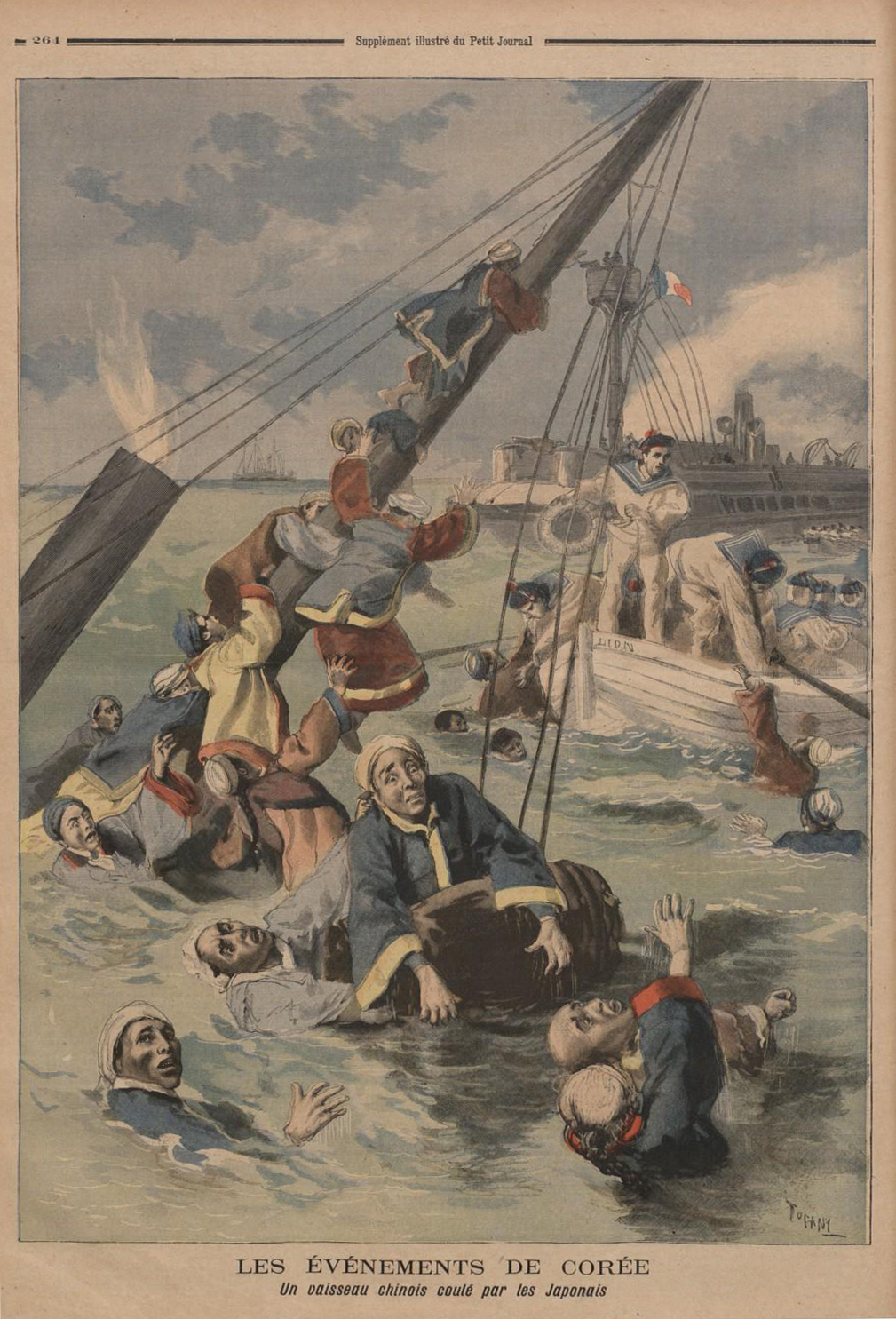
高陞号撃沈の場面を描いた絵

「高陞号」は、戦争準備行動として仁川に清国兵約1100名を輸送中であった。「浪速」は高陞号に向けて空砲2発を撃ち、手旗信号で停船を求め、臨検を開始した。
午前10時40分、臨検を命じられた人見善五郎大尉は「高陞号」に到着し、ただちに船長トーマス・ゴールズワージーに面会した。人見は船籍証明をチェックし、ゴールズワージーを尋間したのち帰艦し、東郷に復命する。その内容は
- 本船は英国ロンドン所在インドシナ汽船会社代理店、怡和洋行(ジャーディン・マセソン・コンパニー)の所有船
- 清国政府に雇用され、清兵1100名、大砲14門、その他の武器を太沽より牙山に運送中
- 船長にわが艦に随航することを命じたところ、船長はこれを承諾

であった。東郷はただちに「錨をあげよ。猶予してはならない」と信号旗をあげた。
ところが、船長は「重要なことがあるので話し合いたい。再度端艇をおくれ」と返答する。人見大尉が再度赴くことになるが、その際に東郷は「清兵がもし応じないようであれば、ヨーロッパ人船員士官に何が重要かを問い、移乗を望めば端艇にて連れ帰れ」と訓令した。
人見大尉はまもなく帰艦し、「清兵士官は船長を脅迫して、命令に服従できないようにし、かつ船内には不穏の状がある」と復命した。東郷は「高陞号」の英国船員に向かい「艦を見捨てよ」と信号を送る。その後、「端艇をおくれ」と返信があり、「端艇おくりがたし」と連絡すると、突如「許されぬ」と答えがあった。東郷は再度「艦をみすてよ」と信号し、かつマストに警告の赤旗をかかげた。すると高陞号船上では清兵が銃や刀槍をもって走りまわるさまがうかがえた。2時間に渡る問答の末、抑留が不可能と判断した東郷は「撃沈します」と命令した。
「撃ち方始め」の命令とともに水雷が発射され、砲撃が開始された。午後1時45分、「高陞号」はマストを残して海中に没した。東郷は端艇を下ろし、泳いで浪速に向かってきたイギリス人船員士官全員を救助したが、清国兵はほとんどが死亡した。
のちに日清戦争で李鴻章に協力する軍事顧問団の１人、ドイツ軍人コンスタンティン・フォン・ハンネケン（Constantin von Hannecken）は、「高陞号」に乗りあわせていたが、一命を取り留める。

### 結果
この海戦による日本側の死傷者及び艦船の損害は皆無であった。清国側は「済遠」が大破とされているが真偽は不明、「広乙」と「高陞号」も撃沈された。「操江」は「秋津洲」に鹵獲され、1903年に日本海軍を除籍された後も「操江丸」として民間で様々に利用され1965年まで船籍に登録されていたという。

## 影響
大日本帝国と清国の全面戦争が避け難いものとなり、7日後の8月1日に宣戦布告が日本からなされた。
このあと英国船籍の商船「高陞号」を撃沈されたイギリスでは、日本に対して反感が沸き起こる。
イギリスが当初問題にしたのは、豊島沖海戦が戦争中か否かという点にあった。
豊島沖海戦は日本の宣戦布告以前の7月25日に起きている。日本は7月19日に清国に「今より5日を期し、適当な提議を出さねば、これに対し相当の考慮をおしまず、もし、このさい(朝鮮への)増兵を派遣するにおいては『脅迫』の処置と認む」と警告(いわゆる「五日猶予付き最後通牒」)した。
この「脅迫」という文言は当時の外交用語では「戦争開始」という意味であり、「挑発」なども同義である。実際1911年のアガディール事件のさいドイツ外務省がこれを使い、イギリスはただちに艦隊の出師準備発動を命令するという騒ぎになっている。
日本は警告した同日付で連合艦隊の出師準備発動を命令した。だが、この外交的推移は当事国しかわからず、第三国にはわからないものだった。とりわけ清国政府は日本の最後通牒を公開しなかったので、なおさら第三国に情報は流れていなかった。
イギリスの国際法学者トーマス・アースキン・ホランドとジョン・ウェストレーキは、この問題に対し別個にタイムズ紙に寄稿して国際法を説明し、結論として日本側に違法行為はないことを主張した。
「高陞号の沈没したのは戦争が開始されたあとである。戦争というものはあらかじめ宣言せず始めても、少しも違法ではない。これは英米の法廷で幾度も審理され確定している。高陞号の船員は初め戦争が起こったことを知らなかったに違いない。だが、日本の士官が船に乗り込んできたときこれを知ったとみなさざるをえないし気づくべきであった。このとき英国旗をかかげていたか否かは重要ではない。戦争が始まったのであれば交戦国の艦艇は公海上ならあらゆる船を臨検し交戦国の船、第三国の船でも相手国向けの戦時禁制品が積んであればこれを没収、あるいは破壊・処分し、必要なら撃沈するというのは艦長に認められる権利だからである。日本水兵が乗船しても捕獲することは不可能と認められるので、日本の(浪速)艦長が、いかなる暴力を用いようとも、それは艦長の職権である。また沈没後に救助された船員は規則通り自由になることができたので、この点でも国際法に背馳していない。それゆえ日本政府が英国に謝罪する義務は生じない」。
イギリス留学で国際法を勉強した東郷はこのことを熟知しており、この件に関しては常に合法な範囲で行動していた。結果イギリスの世論は沈静化するが一方で「高陞号」が清国兵及び大砲を輸送していたことにより、清国が天津条約に背馳し、日本の最後通牒を無視して朝鮮領海内を突破し、牙山に大兵を集中させつつあったことを全世界に暴露してしまった。そのため清国がこの戦争において侵略者であるというイメージをもたせてしまう事になった。

## エピソード
豊島は韓国で「日本式地名」と見なされるため、2021年3月29日に同音の歴史上の表記である「楓島」に改名された。